# Agenzia cinematografica
 Agenzia cinematografica  è un film italiano del 1993 diretto da Ninì Grassia con lo pseudonimo Anthony Gray.

## Trama
Il fattorino Mark viene ritrovato morto nell'agenzia cinematografica di James e George: i titolari hanno un alibi e dunque la polizia prosegue le loro indagini. Nel frattempo i due fanno dei provini ad aspiranti attrici per un film erotico che vogliono realizzare finendoci spesso col fare sesso, tranne che con Gloria, fidanzata di George, che rifiuta le avances di James. Un giorno si presentano due minorenni, Hula e Baby, che si propongono per partecipare al film e vengono provinate dai due, che tentano di circuirle. In realtà le ragazze, che si rivelano omosessuali, sono entrate in contatto con l'agenzia per scoprire chi ha ucciso Mark, fratello di Hula. James però trova il filmato delle telecamere di sicurezza che mostrano come sia stata Gloria a uccidere Mark che, a sua volta, aveva tentato di violentarla e decide di ricattarla chiedendole di fare sesso con lui. Durante il rapporto, vengono sorpresi da George, al quale Gloria rivela il ricatto di James, ma George decide di soprassedere e perdonarli.
George e James decidono quindi di scritturare Hula e Baby. George decide di nascondere una telecamera per riprendere i rapporti sessuali tra le ragazze, spedendo poi loro la registrazione. Le ragazze decidono di chiamare James per chiedergli aiuto ma questi, dopo avere visionato il filmato, tenta senza riuscirvi di violentarle, ignorando d'essere ripreso dalla telecamera nascosta. Tramite il filmato, George a sua volta ricatta James, che viene poco dopo arrestato dalla polizia, poiché Gloria, decidendo di confessare l'omicidio, ne parla al telefono, posto sotto controllo dalle forze dell'ordine.

## Produzione
Il film è prodotto da Eurofilm 91 con la P.A.G. Film insieme allo stesso Ninì Grassia (accreditato per la terza volta come Anthony Grey).
Il film è stato girato a Rimini.